# Pselliophorus
A Pselliophorus a madarak osztályának verébalakúak (Passeriformes) rendjébe és a Passerellidae családjába tartozó nem.

## Rendszerezés
A nembe az alábbi  2 faj tartozik:
- Pselliophorus luteoviridis
- Pselliophorus tibialis